# Фабр, Эдуард-Шарль
Эдуард-Шарль Фабр (фр. Édouard-Charles Fabre; 28 февраля 1827, Монреаль, Канада — 30 декабря 1896, Монреаль, Канада) — канадский церковный деятель, сульпицианин. Архиепископ Монреаля с 11 мая 1876 по 30 декабря 1896 года, Архиепископ Шербрукский и Сент-Иасентский в 1887—1896 гг.

## Биография
Родился в богатой семье книгоиздателя. В 1843 году изучал филологию в Сент-Иасенте. Отправился с отцом в Париж, где заинтересовался духовной жизнь. С 1844 года изучал философию и богословие в сульпицианинской семинарии в Исси-ле-Мулино.
В мае 1845 года был рукоположен архиепископом Парижа Дени Огюстом Афром.
После окончания учёбы, побывал в Риме, получил аудиенцию у папы Пия IX.
В 1846 году вернулся в Монреаль.
28 февраля 1850 года стал священником Монреальского кафедрального собора Святого Иакова. Позже два года служил викарием в Сорель-Трэси и Пойнт-Клэр.
С апреля 1873 года — епископ-коадъютор Монреаля.
С 11 мая 1876 до своей смерти в 1896 году Фабр был третьим Архиепископом Монреаля, в 1887—1896 гг. — епархии Шербрука и Сент-Иасента.

## Память
В честь архиепископа Эдуарда-Шарля Фабра назван одна из станций монреальского метро и муниципалитет в Квебеке.